# نوار ممنوعه

کاف‌باند در نیم‌رساناها

در فیزیک حالت جامد نوار ممنوعه، شکاف باند (به انگلیسی: Band gap)، یا شکاف انرژی (به انگلیسی: energy gap) یا کاف‌باند (به انگلیسی: bandgap) به ناحیه‌ای از طیف انرژی در یک جامد گفته می‌شود که در آن ناحیه از طیف هیچ حالت الکترونیکی نمی‌تواند وجود داشته باشد. در نمودار ساختار باند الکترونیکی جامدها (نظریه نوارها)، شکاف باند به‌طور کلی به تفاوت انرژی (با یکای الکترون‌ولت) در جایی بین «بالای نوار ظرفیت» و «پایین نوار هدایت»؛ در نارساناها و نیم‌رساناها، اشاره دارد. (این نوار یا شکاف در رساناها وجود ندارد). به عبارتی دیگر: نوار ممنوعه اختلاف انرژی میان حد پایین نوار هدایت و حد بالای نوار ظرفیت است. این انرژی در حقیقت انرژی لازم برای آزاد کردن یک الکترون است که در خارجی‌ترین لایهٔ الکترونی قرار دارد. واژه‌های هم‌ارز نوار ممنوعه، گپ نواری، شکاف انرژی، شکاف باند و نوار بدون انرژی است.

## شکاف باند در فیزیک نیم‌رسانا
در نیم‌رساناها و نارساناها شکاف انرژی شامل سطوح انرژی‌ای است که الکترون‌ها امکان برانگیزش به آن‌ها را ندارند. این نوار در نیم‌رساناها در مقایسه با نارساناها بسیار کوچک‌تر است. این امر باعث می‌شود که الکترون‌های لایه ظرفیت در نیم‌رساناها را بتوان به سادگی با اعمال میدان‌های الکتریکی، حرارت یا تابش نور به نوار رسانش برد. این خاصیت باعث می‌شود که کاربردهای متعددی برای نیم‌رساناها قابل پیش‌بینی باشد.

### شکاف باند در سلول‌های خورشیدی
نوار بدون انرژی در سلول‌های خورشیدی مشخص می‌کند که چه مقدار از نور خورشید توسط سلول جذب خواهد شد. تبدیل‌کننده لومینسانس خورشیدی از یک ماده لومینسانس برای تغییر انرژی (و درنتیجه فرکانس) فوتون‌ها و نزدیک کردن آن‌ها به فرکانس جذب سلول استفاده می‌کند.

رابطهٔ رسانایی، نارسانایی و نیمه‌رسانایی با ضخامت نوار ممنوعه

### فهرست شکاف انرژی مواد
| نام ماده            | نام ماده به انگلیسی    | نشانه | نوار بدون انرژی (eV در ۳۰۰K) | مرجع  |
| ------------------- | ---------------------- | ----- | ---------------------------- | ----- |
| سیلیسیم             | Silicium               | Si    | ۱٫۱۱                         | [ ۱ ] |
| ژرمانیم             | Germanium              | Ge    | ۰٫۶۷                         | [ ۱ ] |
| سیلیسیم کاربید      | Silicon carbide        | SiC   | ۲٫۸۶                         | [ ۱ ] |
| آلومینیم فسفید      | Aluminium arsenide     | AlP   | ۲٫۴۵                         | [ ۱ ] |
| آلومینیم آرسناید    | Aluminium antimonide   | AlAs  | ۲٫۱۶                         | [ ۱ ] |
| آنتیمونید آلومینیوم | Aluminium nitride      | AlSb  | ۱٫۶                          | [ ۱ ] |
| آلومینیم نیترید     | Aluminium nitride      | AlN   | ۶٫۳                          |       |
| الماس               | Diamond                | C     | ۵٫۵                          |       |
| گالیم(III) فسفید    | Gallium(III) phosphide | GaP   | ۲٫۲۶                         | [ ۱ ] |
| گالیم(III) آرسناید  | Gallium(III) arsenide  | GaAs  | ۱٫۴۳                         | [ ۱ ] |
| گالیم(III) نیترید   | Gallium(III) nitride   | GaN   | ۳٫۴                          | [ ۱ ] |
| گالیم(III) سولفید   | Gallium(II) sulfide    | GaS   | ۲٫۵ (در K۲۹۵)                |       |
| گالیم آنتیمونید     | Gallium antimonide     | GaSb  | ۰٫۷                          | [ ۱ ] |
| ایندیم(III) فسفید   | Indium(III) phosphide  | InP   | ۱٫۳۵                         | [ ۱ ] |
| ایندیم(III) آرسناید | Indium(III) arsenide   | InAs  | ۰٫۳۶                         | [ ۱ ] |
| اکسید زنگ           | Zinc oxide             | ZnO   | ۳٫۳۷                         |       |
| سولفید زنگ          | Zinc sulfide           | ZnS   | ۳٫۶                          | [ ۱ ] |
| سلنید زنگ           | [Zinc selenide         | ZnSe  | ۲٫۷                          | [ ۱ ] |
| تلورید زنگ          | Zinc telluride         | ZnTe  | ۲٫۲۵                         | [ ۱ ] |
| کادمیم سولفید       | Cadmium sulfide        | CdS   | ۲٫۴۲                         | [ ۱ ] |
| کادمیم سلنید        | Cadmium selenide       | CdSe  | ۱٫۷۳                         | [ ۱ ] |
| تلورید کادمیم       | Cadmium telluride      | CdTe  | ۱٫۴۹                         | [ ۲ ] |
| سولفید سرب (II)     | Lead(II) sulfide       | PbS   | ۰٫۳۷                         | [ ۱ ] |
| سلنید سرب (II)      | Lead(II) selenide      | PbSe  | ۰٫۲۷                         | [ ۱ ] |
| تلورید سرب (II)     | Lead(II) telluride     | PbTe  | ۰٫۲۹                         | [ ۱ ] |

## شکاف باند در فوتونیک و فونونیک
در فوتونیک شکاف باند مربوط به بازه‌ای از فرکانس‌های فوتونی است که فوتون‌های دارای این فرکانس نمی‌توانند از ماده عبور کنند (با صرف نظر از اثر تونل). این خاصیت در بلورهای فوتونیکی نیز آن‌ها را آبستن کاربردهای بسیار زیادی، از جمله ساخت صفحات بازتابنده نور برای برخی طول‌موج‌های خاص، موجبرهای نانومتری و … کرده‌است.
در فونونیک نیز نوار ممنوعه مفهوم مشابهی برای بلورهای فونونی دارد.